# Lya Lys
Natalia Lyecht dite Lya Lys, née le 18 mai 1908 à Berlin et morte le 2 juin 1986 à Newport Beach, en Californie, est une actrice allemande. 

## Biographie
Elle a tenu un des deux rôles principaux dans L'Âge d'or de Luis Buñuel.

## Filmographie
- 1929 : Maman Colibri, de Julien Duvivier : la jeune femme
- 1930 : Soyons gai, d'Arthur Robison
- 1930 : Moral um Mitternacht, de Marc Sorkin : Nora
- 1930 : L'Âge d'or, de Luis Buñuel : la femme
- 1931 : Casanova wider Willen, d'Edward Brophy
- 1931 : Buster se marie, de Claude Autant-Lara et Edward Brophy
- 1932 : Clear all wires, de George W. Hill : Eugenie Smirnova
- 1933 : Jimmy and Sally, de James Tinling : Pola Wenski
- 1933 : The Big Brain, de George Archainbaud
- 1934 : La Veuve joyeuse, d'Ernst Lubitsch : la journaliste
- 1935 : George White's scandals, de George White : la jeune française
- 1935 : Les Trois Lanciers du Bengale, d'Henry Hathaway : la fille dans le train
- 1935 : Une femme à bord, de Sam Taylor : Pat
- 1937 : My Dear Miss Aldrich, de George B. Seitz : la Reine
- 1937 : The Great Gambini, de Charles Vidor : Luba
- 1938 : Confessions d'un espion nazi, d'Anatole Litvak : Erika Wolff
- 1938 : La Famille sans-souci, de Richard Wallace : Lucille
- 1939 : Le Retour du docteur X, de Vincent Sherman : Angela Merrova
- 1940 : Murder in the Air, de Lewis Seiler : Hilda Riker